# Christopher Rush (scrittore)
Christopher Rush (St Monans, 23 novembre 1944) è uno scrittore e insegnante scozzese, ha insegnato letteratura a Edimburgo per 30 anni. I suoi libri includono A Twelvemonth and a Day e il noto To Travel Hopefully.
A Twelvemonth and a Day ha ispirato il film Venus Peter, uscito nel 1989.  La storia è stata riprodotta da Rush in versione semplificata per ragazzi nel 1992, col titolo Venus Peter Saves the Whale, illustrata da Mairi Hedderwick, e ha vinto il premio Friends of the Earth 1993 Earthworm Award quale libro dell'anno per aiutare i ragazzi ad apprezzare e godere la Natura.
Il suo romanzo shakespeariano del 2007, intitolato Will, narra in prima persona la vita di William Shakespeare ed è stato acquisito da Sir Ben Kingsley per riduzione cinematografica.  Rush ha scritto inoltre una memoir di Shakespeare intitolata Sex, Lies and Shakespeare (Sesso, Bugie e Shakespeare), pubblicato nel 2009.
Rush vive attualmente vicino alla sua casa natia.

## Opere[3]
- Resurrection of a Kind (1984)
- A Twelvemonth and a Day (1985)
- Peace Comes Dropping Slow (1989)
- Into the Ebb (1989)
- Venus Peter Saves the Whale (1992)
- Last Lesson of the Afternoon (1994)
- To Travel Hopefully (2006)
- Hellfire and Herring (Hardback & Paperback) (2006)
- Will (su William Shakespeare) (Beautiful Books Limited) (2007)
- Sex, Lies and Shakespeare (Beautiful Books Limited) (2009)